# Petrópolis (Natal)
Petrópolis é um bairro nobre localizado na Zona Leste da cidade de Natal, capital do Rio Grande do Norte. As ruas e avenidas do bairro foram projetadas pelo arquiteto grego Giácomo Palumbo. Foi criado em 1901 sob a denominação Cidade Nova, tendo sido desmembrado para tornar-se independente, com base na Lei nº 251, de 30 de setembro de 1947, assim como o bairro vizinho, Tirol.  Em 2010 a população era de 4.871 habitantes, de acordo com o IBGE.
No final do século XIX, Natal resumia-se apenas aos bairros de Cidade Alta e Ribeira, que concentravam a maior parte do aparato urbanístico da cidade. A expansão do centro urbano ocorreu a partir do limiar do século XX, quando foi reestruturado e passou a contar com avenidas que abarcavam grande circulação, que culminaram na criação do bairro histórico de Cidade Nova, em 1901, cuja ideia partiu de Pedro Velho.

## História
O então bairro de Cidade Nova abrigava núcleos urbanos em formação, onde começavam a ser preenchidos vácuos urbanos, que passavam a dar lugar a moradias, vias e serviços urbanos. No contexto da Segunda Guerra Mundial tal área ganhar maior importância devido ao aumento da circulação, período em que foi construída e inaugurada a Avenida Hermes da Fonseca, com objetivo de ligar o centro urbano à cidade de Parnamirim, que permanece como uma das principais vias de acesso à cidade até hoje.
O desenvolvimento da área levou ao redesenho de seus respectivos limites em 1993, através da Lei nº. 4.330, de 05 de abril de 1993, e a posterior conversão nos bairros de Petrópolis e Tirol a partir de 1947.
O bairro é notório, dentre outros aspectos, em razão da presença pujante de exemplares arquitetônicos de valor histórico, construídos em diferentes estilos, bem como por ter abrigado momentos importantes da história da cidade do Natal e do Estado do Rio Grande do Norte.